# Shoku Nihongi
El Shoku Nihongi (続日本紀?) es un libro de historia japonesa escrito a pedido del emperador, que fue completado en el año 797. Es una de las más importantes fuentes de información sobre el período Nara y el segundo de los seis libros que componen el Rikkokushi, colección de libros de historia nacional japonesa, continúa directamente del Nihonshoki y es seguido por el Nihon Kōki. Sus principales editores fueron Fujiwara no Tsugutada y Sugano no Mamichi.
La obra cubre los 95 años desde el comienzo del mandato del Emperador Mommu en 697 hasta el décimo año de reinado del Emperador Kammu en 791, abarcando nueve reinados imperiales. El libro está compuesto de 40 volúmenes de largo y está completamente escrito en kanbun, una variante japonesa del chino clásico, el cual era el modo de escritura formal de los textos de la época.